# Савва (Бабинец)
Архиепископ Савва (в миру Александр Павлович Бабинец; 27 марта 1926, село Подвиноградово, Подкарпатская Русь, Чехословакия — 24 февраля 1992, Харьков) — епископ Русской православной церкви, архиепископ Полтавский и Кременчугский.

## Биография
Родился 27 марта 1926 в селе Подвиноградово в Закарпатье, находившемся на тот момент в составе Чехословакии (ныне Виноградовский район Закарпатская область УССР). Отец — Павел Бабинец и мать — Мария Михайлянич, были крестьянами.
В 1937 году окончил 6 классов народной школы в родном селе. В 1941 году окончил четерёхгодичную школу в городе Севлюш (ныне Виноградов).
В начале 1942 года поступил послушником сначала в Бедевлянский Иоанно-Предтеченский скит, а затем в Свято-Николаевский монастырь, близ села Иза (ныне Хустского района), в Закарпатье.
17 ноября 1947 года архимандритом Матфеем (Вакаровым) пострижен в монашество с именем Савва в честь преподобного Саввы Освященного.
29 ноября 1948 года рукоположён во иеродиакона архиепископом Макарием (Оксиюком).
16 июля 1950 года рукоположён во иеромонаха епископом Мукачевским и Ужгородским Иларионом (Кочергиным).

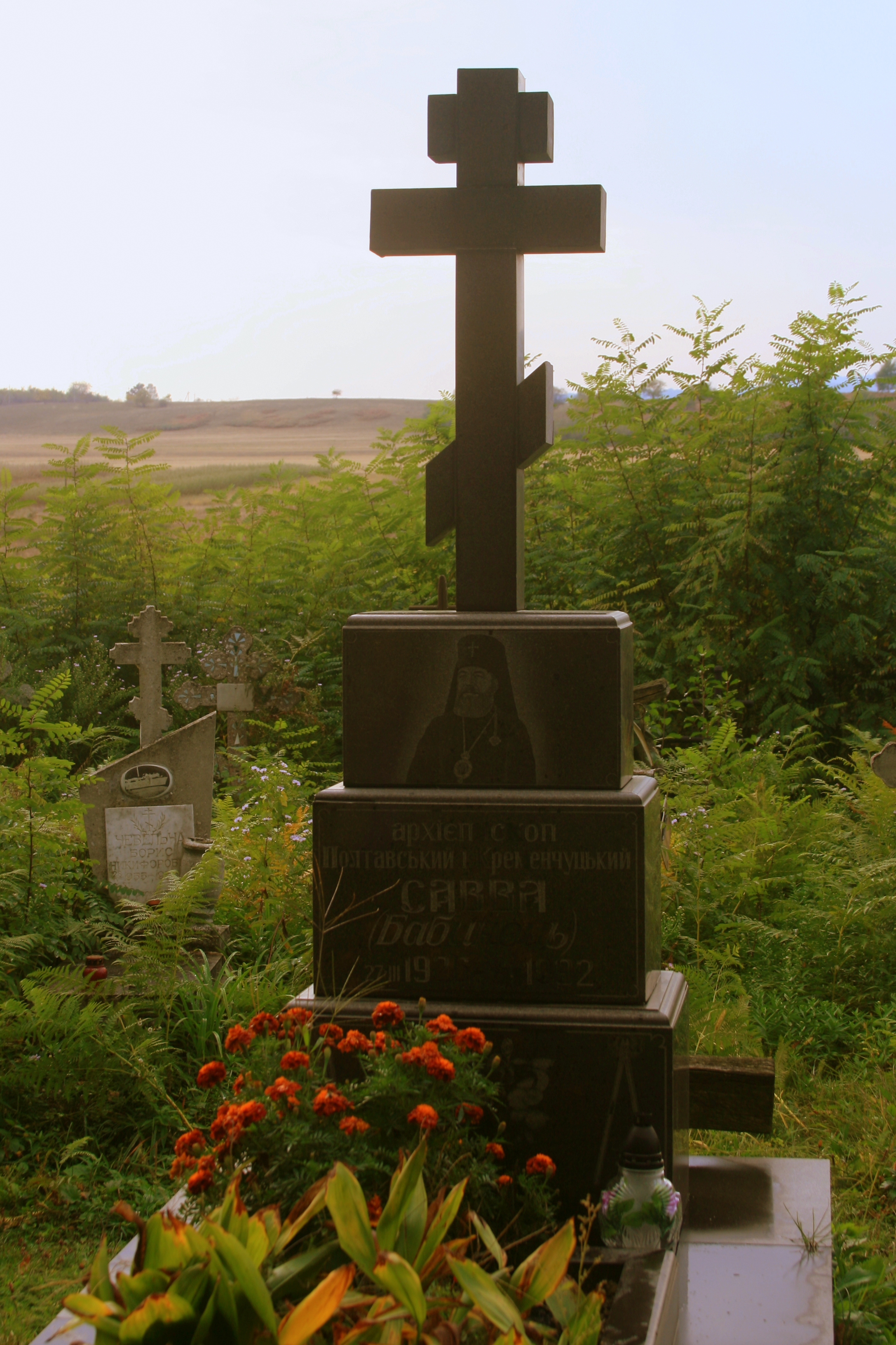
Памятник на могиле архиепископа Саввы (Бабинца)

В начале 1951 года назначен настоятелем прихода в селе Сокирница Хустского района Закарпатской области.
В 1953 году назначен настоятелем прихода в сёлах Бадов и Бадов II.
В том же году поступил в Московскую духовную семинарию, которую окончил в 1957 году. В 1961 году окончил Московскую духовную академию со степенью кандидата богословия.
После окончания духовной академии возвратился в Мукачевскую епархию и в течение 6 лет нёс пастырское послушание на приходе в деревне Тростник Виноградовского района.
2 января 1968 года назначен настоятелем Успенского прихода в городе Виноградове и благочинным Виноградовского благочиния.
12 мая 1968 года возведён в сан игумена.
20 марта 1969 года постановлением Священного Синода определено быть епископом Переяслав-Хмельницким, викарием Киевской епархии.
23 марта того же года возведён в сан архимандрита.
30 марта 1969 года в Владимирском кафедральном соборе города Киева за Божественной литургией состоялась архиерейская хиротония, которую совершили: митрополит Ленинградский и Новгородский Никодим (Ротов), митрополит Киевский и Галицкий Филарет (Денисенко), архиепископ Мукачевский и Ужгородский Григорий (Закаляк), архиепископ Волынский и Ровенский Дамиан (Марчук), епископ Черниговский и Нежинский Владимир (Сабодан).
2 февраля 1972 года назначен епископом Черновицким и Буковинским.
1 марта 1977 года назначен епископом Мукачевским и Ужгородским. На этом посту умел решительно настоять на своей позиции в беседах с Первым заместителем председателя Совета по делам религий при Совете министров Украинской ССР. Например, в ходе беседы, проводившейся с ним 23 ноября 1982 года владыка Савва отверг ряд обвинений и заявил: «Если я плохо работаю, то ставьте вопрос перед руководством о снятии меня с работы».
26 июня 1985 года назначен епископом Полтавским и Кременчугским.
5 апреля 1990 года был возведён в сан архиепископа.
Скоропостижно скончался 24 февраля 1992 года в Харькове. Похоронен на кладбище Николаевского монастыря в селе Иза.

## Сочинения
- Сотериология и эсхатология в творениях св. Григория Богослова : дис. … канд. богослов. наук / Савва (Бабинец). — [Москва] : Московская Духовная Академия, Кафедра Богословия, 1961.
- Речь при наречении во епископа Переяслав-Хмельницкого. ЖМП. 1969, № 6, с. 9-11.
- Из жизни епархий: Мукачевская епархия (свидетель подвига) // Журнал Московской Патриархии. М., 1974. № 4. стр. 22-23.
- Схиархимандрит Алексий (Кабалюк) (1877—1947) // Журнал Московской Патриархии. М., 1979. № 1. стр. 18-20.
- Ювілейне свято Мукачево-Ужгородської єпархії // Православний вісник. — 1979. — № 12. — С. 8-10.
- В спасительном лоне Матери — Русской Церкви (30-летие воссоединения закарпатских греко-католиков с Русской Православной Церковью) // Журнал Московской Патриархии. М., 1980. № 1. стр. 17-19.
- Празднование 30-летия воссоединения [закарпатских греко-католиков с Русской Православной Церковью]: в Успенском кафедральном соборе в г. Мукачево // Журнал Московской Патриархии. М., 1980. № 1. стр. 20.
- Вечная память почившим [Исаакий (Мотыль), схиархимандрит, Мукачевская епархия] // Журнал Московской Патриархии. М., 1981. № 10. стр. 39.
- Высокопреосвященный архиепископ Григорий, бывший Мукачевский и Ужгородский [некролог] // Журнал Московской Патриархии. М., 1984. № 6. стр. 16.